# Vườn quốc gia Copo
Vườn quốc gia Copo (tiếng Tây Ban Nha: Parque Nacional Copo) là một vườn quốc gia nằm ở tỉnh Santiago del Estero, Argentina. Được thành lập vào ngày 22 tháng 11 năm 2000, nó có diện tích 118.118 ha đại diện đại diện cho tính đa dạng sinh học của hệ sinh thái bán khô hạn Gran Chaco (hay còn gọi là đồng bằng Chaco).
Khu vực có khí hậu ấm áp, với lượng mưa hàng năm dao động từ 500–700 mm (20–28 in). Phần lớn của vườn quốc gia được tạo thành bởi những cánh rừng, với những cây Quebracho đỏ (quebracho colorado santiagueño) là loài đặc trưng, được biết đến là loài có hàm lượng Tanin cao, trong quá khứ đã từng bị khai thác quá mức ở một số khu vực của Argentina.
Về động vật, vườn quốc gia là nơi có nhiều loài bị đe dọa, trong đó bao gồm sói bờm, báo đốm, thú ăn kiến, lợn lòi Pecari.